# Pentheochaetes argentina
Pentheochaetes argentina es una especie de escarabajo longicornio del género Pentheochaetes, tribu Acanthocinini, subfamilia Lamiinae. Fue descrita científicamente por Mendes en 1937.
El período de vuelo ocurre durante el mes de octubre.

## Descripción
Mide 5 milímetros de longitud.

## Distribución
Se distribuye por Argentina y Brasil.